# Доротея Рокберн
Доротея Рокберн ДФА (* 1932) — канадська художниця-абстракціоністка, роботи якої виражали математичні поняття.

## Біографія
Доротея Рокберн народилася у 1932  році. У 1950 році переїхала до США, щоб навчатися у Блек-Маунтін Коледжі . Навчання там у математика Макса Дена вплинуло на її роботи. Вона також зустріла однокурсника Роберта Раушенберга.

## Кар'єра
Протягом усієї своєї кар'єри Доротея Рокберн створювала картини, які виражали математичні поняття.  У 1958 році персональна виставка її робіт була успішною у критики і пкбліки, хоча сама Рокберн визнала її «недостатньою».  Вона понад 10 років не показувала свої роботи публічно, а в 1960 році звернула увагу на танці та перформанс У 2011 році ретроспективна виставка її робіт пройшла в художньому музеї Парріша у Вотер Міллі, штат Нью-Йорк, а у 2013 році в Музеї сучасного мистецтва відбулася персональна виставка її малюнків. 

## Нагороди та відзнаки
- 2016 Bowdoin College, Brunswick, ME, докторський ступінь [11]
- 2003 Art Omi International, премія Френсіса Дж. Грінбергера
- 2002 Почесний доктор образотворчих мистецтв, Коледж креативних досліджень, Детройт, Мічіган [12]
- 2002 Національна академія дизайну, премія Пайк за акварель
- 2002 Національна академія дизайну, Премія Адольфа та Клари Абріг за акварель
- 2002 Грант Фонду Поллока-Краснера
- 2001 Американська академія мистецтв і літератури, відділ мистецтва
- 1999 Американська академія мистецтв і літератури, премія Джиммі Ернста за життєві досягнення в мистецтві
- 1997 Премія Alliance for Young Artists and Writers, Inc
- 1997 Художниця в резиденції, Центр вивчення Белладжіо, Італія
- 1991 Резиденція художника, Американська академія в Римі
- Римська премія 1991 року
- 1986 Бард-коледж, Аннандейл-он-Гудзон, Нью-Йорк, Мілтон і Саллі Евері, почесні професори
- 1985 Університет Брандейса, нагорода за
- 1976 Художній інститут Чикаго, FLM Witkowsky Painting Award
- 1972 Стипендіат Гуггенхайма
- 1963 Фонд Волтера Гутмана
- 1957 Премія Вальтера Гуттмана для нових митців
- Ecole des Beaux-Arts, Монреаль, Канада, стипендія за заслуги
- Монреальська музейна школа, Монреаль, Канада, стипендія Артура Лісмера

## Виставки
- 2014 Ван Дорен Вакстер, Нью-Йорк, Нью-Йорк
- 2013 Музей сучасного мистецтва, Нью-Йорк, Нью-Йорк [13]
- 2013 Студія Icehouse, Квінс, Нью-Йорк, Нью-Йорк
- 2011 Художній музей Перріша, Саутгемптон, Нью-Йорк
- 2011 Вітальня, Іст Гемптон, Нью-Йорк
- 2010 New York Studio School, [14] Нью-Йорк, Нью-Йорк
- 2003 Dieu Donné Papermill, Нью-Йорк, Нью-Йорк
- 2003 Jan Abrams Fine Art, Нью-Йорк, Нью-Йорк
- 2000 Галерея Грінберг Ван Дорен, Нью-Йорк, Нью-Йорк
- 1999 Мистецтво в цілому, Нью-Йорк, Нью-Йорк
- 1997 Галерея Інгрід Рааб, Берлін, Німеччина
- 1995 Музей Гільдії, Іст-Гемптон, Нью-Йорк
- 1994 Галерея Андре Еммеріха, Нью-Йорк, Нью-Йорк
- 1992 Galleria Schema, Флоренція, Італія
- 1991 Галерея Андре Еммеріха, Нью-Йорк, Нью-Йорк
- 1988 Галерея Андре Еммеріха, Нью-Йорк, Нью-Йорк
- 1987 Останні картини та малюнки - Чиказький клуб мистецтв, Чикаго, Іллінойс
- 1983 Galleriet Lund, Лунд, Швеція
- 1982 Останні акварелі та малюнки - Галерея Марго Лівін, Лос-Анджелес, Каліфорнія
- 1981 Locus - MoMA - Музей сучасного мистецтва, Нью-Йорк, Нью-Йорк [15]
- 1981 Галерея Девіда Беллмана, Торонто, Канада
- 1979 Техаська галерея, Х'юстон, Техас
- 1977 Galleria La Polena, Генуя, Італія
- 1976 Галерея Джона Вебера, Нью-Йорк, Нью-Йорк
- 1975 Galleria Schema, Флоренція, Італія
- 1975 Galerie Charles Kriwin, Брюссель, Бельгія
- 1974 Galleria Toselli, Мілан, Італія
- 1973 Lisson Gallery, Лондон, Англія
- 1972 Galleria Bonomo Bari, Барі, Італія
- 1972 Galleria Toselli, Мілан, Італія
- 1971 Галерея Соннабенд, Париж, Франція
- 1970 Галерея Bykert, Нью-Йорк, Нью-Йорк

### Вибір групових виставок
- 2020 Музей мистецтв Мічиганського університету, Енн-Арбор, Мічиган [16]
- 2014 Галерея Пола Касміна, Нью-Йорк, Нью-Йорк
- 2014 Вітальня, Лондон, Англія
- 2013 Художній музей Парріша, Саутгемптон, Нью-Йорк
- 2012 The Century Association, Нью-Йорк, Нью-Йорк
- 2012 Приватні галереї Christie's 20th Floor, Нью-Йорк, Нью-Йорк
- 2012 Бруклінський музей, Бруклін, Нью-Йорк
- 2011 Чиказький художній інститут, Чикаго, Іллінойс
- 2010 Музей сучасного мистецтва, Нью-Йорк, Нью-Йорк
- 2009 Вірджинський музей образотворчого мистецтва, Річмонд, Вірджинія
- 2009 Музей Національної академії, Нью-Йорк, Нью-Йорк
- 2008 Museo de Arte Contemporanea de Serralves, Порту, Португалія
- 2007 ARCO (Arte Contemporaneo), Мадрид, Іспанія
- 2006 Національна академія дизайну, Нью-Йорк, Нью-Йорк
- 2004 Галерея Грінберг Ван Дорен
- 2003 Клівлендський художній музей, Клівленд, Огайо
- 2002 Музей королеви Софії, Мадрид, Іспанія
- 2000 Музей мистецтв Нойбергера, покупка, Нью-Йорк
- 1999 Музей сучасного мистецтва, Х'юстон, Техас
- 1995 Музей сучасного мистецтва Олдріча, Ріджфілд, Коннектикут
- 1994 Національна галерея мистецтва, Вашингтон, округ Колумбія
- 1993 Музей сучасного мистецтва, Нью-Йорк, Нью-Йорк
- 1992 Американська академія та Інститут мистецтв і літератури, Нью-Йорк, Нью-Йорк
- 1991 Centro Cultural/Arte Contemporanea, Mexico DF, Мексика
- 1989 Музей сучасного мистецтва, Нью-Йорк, Нью-Йорк
- 1988 Музей Соломона Р. Гуггенхайма, Нью-Йорк, Нью-Йорк
- 1988 Балтиморський художній музей, Балтимор, штат Меріленд
- 1987 Смітсонівський інститут, Вашингтон, округ Колумбія
- 1987 Національний музей жінок у мистецтві, Вашингтон, округ Колумбія
- 1986 Філадельфійський художній музей, Філадельфія, Пенсільванія
- 1983 Galleriet, Лунд, Швеція
- 1983 Новий музей, Нью-Йорк, Нью-Йорк
- 1982 Британський музей, Лондон, Англія
- 1982 Музей американського мистецтва Вітні, Нью-Йорк, Нью-Йорк
- 1981 Бруклінський музей, Бруклін, Нью-Йорк
- 1980 Венеціанська бієнале, Венеція, Італія
- 1979 Музей американського мистецтва Вітні, Нью-Йорк, Нью-Йорк
- 1979 Художній музей Фенікса, Фінікс, Аризона
- 1977 Музей сучасного мистецтва, Чикаго, Іллінойс
- 1977 Музей сучасного мистецтва, Нью-Йорк, Нью-Йорк
- 1977 Національна колекція образотворчого мистецтва, Смітсонівський інститут, Вашингтон, округ Колумбія
- 1976 Балтиморський художній музей, Балтимор, штат Меріленд
- 1975 Художня галерея Коркоран, Вашингтон, округ Колумбія
- 1974 Інститут сучасного мистецтва, Лондон, Англія
- 1973 Художня галерея Єльського університету, Нью-Гейвен, Коннектикут
- 1973 Музей мистецтв Сан-Франциско, Сан-Франциско, Каліфорнія
- 1973 Музей Фогга, Кембридж, Массачусетс
- 1972 Documenta 5, Кассель, Німеччина
- 1971 Музей американського мистецтва Вітні, Нью-Йорк, Нью-Йорк
- 1970 Музей сучасного мистецтва Нью-Йорк, Нью-Йорк
- 1952 Галерея Black Mountain College, Black Mountain, NC

## Твори
- Червона пожежна машина . 1967 рік. Фінішна фарба (олія) по алюмінію. Художній музей Мічиганського університету, Енн-Арбор. [17]
- Скалярний. 1971. ДСП, сира нафта, папір і цвяхи. Музей сучасного мистецтва, Нью-Йорк.
- Локус. 1972. Серія з шести рельєфних офортів і акватинт на складеному папері. Музей сучасного мистецтва, Нью-Йорк.
- Золотий перетин Картина №6 . 1975 рік. Крафт-папір і синій олівець на льоні. Художній музей Мічиганського університету, Енн-Арбор. [18]